# Jim Cooper (potier)
Pour les articles homonymes, voir Jim Cooper.
Jim Cooper (né en 1955) est un potier néo-zélandais.

## Biographie
Étudiant en céramique à l'École d'art Otago Polytechnic (en) en 1984 et en 1989, il complète un maîtrise en arts en 1999,. L'une de ses œuvres majeures est Sgt P, une céramique basée sur l'album Sgt. Pepper's Lonely Hearts Club Band des Beatles exposée au musée Dowse Art Museum (en) de Lower Hutt et ensuite à Tauranga, Rotorua et Auckland. Son installation a demandé plus de 100 figures en céramique et dessins.

## Reconnaissance
Cooper remporte le McSkimming Award en 1984. Il remporte aussi la première place aux prix Norsewear Art en 2006 pour son œuvre Snowy from Cavy. Il organise en 2008-2009 l'exposition Peppermints and Incense au Dunedin Public Art Gallery (en). Il est également nommé covainqueur du Portage Ceramic Awards (en) en 2009 et sera récompensé du premier prix pour Millbrook Holiday (the League of Spiritual Discovery) en 2012,.